# Pteris tremula
Espèce
Pteris tremula est une fougère tropicale.